# ムアンピチット郡
座標: 北緯16度26分18秒 東経100度21分0秒 / 北緯16.43833度 東経100.35000度
ムアンピチット郡（ムアンピチットぐん）は、タイ北部のピチット県にある郡（アムプー）である。ピチット県の県庁所在地（ムアン）でもある。

## 名称
「ピチット」とは美しいという意味である。旧称・サルワン (タイ語: สระหลวง) 、オーカブリー (タイ語: โอฆบุร) 、タールワン (タイ語: ท่าหลวง) 。

## 歴史
ピチットの歴史は古く、『ラームカムヘーン大王碑文』やリタイ王の第8碑文に登場しているように、スコータイ王朝の覇権下にある都市であり、サルワンと呼ばれていた。その後、アユタヤ王朝の覇権下に入ると、オーカブリーと呼ばれた。
1868年、県庁所在地が置かれ、クウェーン・タールワンと呼ばれた。その後、1907年にクウェーン・タールワンは郡（アムプー）と呼ばれることとなり、県庁も移転された。
1929年、現在の場所に県庁が移動し、1938年に県の名称にあわせ、ムアンピチット郡という名前に変えられた。

## 地理
ナーン川の形成した平地にある。
交通は、タイ国鉄が南北に通っており、北はピッサヌローク、南はナコーンサワン方面と通じる。国道11号線が東に延びておりサークレック方面と通じる。また、国道115号線が西に延びており、ワチラバーラミーやさらに西のカムペーンペット方面と通じている。また国道113号線が南に延びており、ペッチャブーン方面と通じる。

## 経済
主な産業は農業であり、米やトウモロコシなどが生産されている。

## 行政区分
市内は16のタムボンに分かれ、さらにその下位に134の村（ムーバーン）がある。自治体（テーサバーン）が設置されており以下のようになっている。
- テーサバーンムアン・ピチット …… タムボン・ナイムアン全体
- テーサバーンタムボン・ターロー …… タムボン・ターローの一部
- テーサバーンタムボン・フワドン …… タムボン・フワドンの一部
- テーサバーンタムボン・ワンクロット……タムボン・バーンブンの一部

以下は市内のタムボンの一覧である。内、欠番のタムボンは現在分離し、サークレック分郡を形成している郡である。
1. タムボン・ナイムアン …… タイ語: ตำบลในเมือง
2. タムボン・パイクワーン …… タイ語: ตำบลไผ่ขวาง
3. タムボン・ヤーンヤーオ …… タイ語: ตำบลย่านยาว
4. タムボン・ターロー …… タイ語: ตำบลท่าฬอ
5. タムボン・パークターン …… タイ語: ตำบลปากทาง
6. タムボン・クローンカチェーン …… タイ語: ตำบลคลองคะเชนทร์
7. タムボン・ローンチャーン …… タイ語: ตำบลโรงช้าง
8. タムボン・ムアンカオ …… タイ語: ตำบลเมืองเก่า
9. タムボン・タールワン …… タイ語: ตำบลท่าหลวง
10. タムボン・バーンブン …… タイ語: ตำบลบ้านบุ่ง
11. タムボン・カマン …… タイ語: ตำบลฆะมัง
12. タムボン・パーカム …… タイ語: ตำบลดงป่าคำ
13. タムボン・フワドン …… タイ語: ตำบลหัวดง

1. タムボン・パーマカープ …… タイ語: ตำบลป่ามะคาบ

1. タムボン・サーイカムホー …… タイ語: ตำบลสายคำโห้
2. タムボン・ドンクラーン …… タイ語: ตำบลดงกลาง